# NGC 5359
NGC 5359 é um aglomerado aberto na direção da constelação de Circinus. O objeto foi descoberto pelo astrônomo John Herschel em 1835, usando um telescópio refletor com abertura de 18,6 polegadas. 